# The fundamental things apply
The fundamental things apply es el 70mo episodio de la serie de televisión norteamericana Gilmore Girls.

## Resumen del episodio
Rory recibe la invitación de un compañero suyo de Yale para una cita, la primera que ella tiene desde su rompimiento con Jess; aunque Rory no desea salir con él, y cambia de parecer luego de que su madre le insista. Sin embargo, durante la cita, es notoria la incomodidad que existe con ambos. Finalmente, Rory se da cuenta de que tener una cita ahora en la universidad no será nada fácil. Por otra parte, Lorelai invita a Luke a la tradicional noche de películas que ella y Rory solían tener; primeramente Luke no quería ir pues dice que no le gusta mucho ver películas, aunque después se anima. Además, cuando Rory llamó varias veces desde su cita para hablar con su madre y pedirle consejos, Luke le fue de gran ayuda. Por otra parte, cuando Lorelai, Sookie y Michel ya tienen una nueva decoradora que les ayudará en el arreglo de la nueva posada, Lorelai descubre que ella trabajó para Emily y le explica que no puede trabajar con ella si tiene relación con su madre. A Emily no le hace mucha gracia eso, pues piensa que Lorelai no quiere que ella se relacione con personas que tienen que ver con su hija, tal como Sookie, ya que recién Emily se entera de su embarazo.

## Curiosidades
- En este episodio Emily se sorprende pues Rory toma la iniciativa de la cita con Trevor, pero un año atrás (en el episodio Eight o'clock at the oasis) no se molestó en darle a Lorelai el teléfono que ella le pidió de un hombre.
- Sookie ya estaba embarazada en la ceremonia de graduación en Chilton de Rory, pero Emily se enfada alegando no saber nada. ¿No lo notó?
- Cuando la cita de Rory le pregunta si tiene hermanos, ella responde que no. ¿Acaso no consideraba a Georgia (la hija de Christopher) como su hermana?

- Datos: Q6145566